# Ekonomika Česka
Česká republika je vyspělá země, řazená mezi nejrozvinutější ekonomiky na světě. Je také členem OECD, kde figuruje ve skupině s ostatními bohatými členy. V roce 2021 byl český HDP na obyvatele v paritě kupní síly 45 094 $; česká ekonomika předběhla v roce 2005 ekonomiku Portugalska, poté Řecka, Kypru, Španělska, Japonska a nyní se blíží úrovni Itálie.
Česko je na světě na 13. místě v narovnaném indexu lidského rozvoje (před Belgií), na 14. místě v indexu lidského kapitálu (před Velkou Británií) Světové banky, na 24. místě v indexu ekonomické svobody (před Německem) a v indexu globálních inovací a na 29. místě v globální konkurenceschopnosti. Hlavní odvětví průmyslu jsou automobilová výroba, elektronika, strojírenství, high-tech technologie, výroba oceli, dopravní zařízení, chemická výroba a léčiva. Hlavními zemědělskými produkty jsou obiloviny, rostlinné oleje a chmel.

## Specifikace České ekonomiky
Země vykazuje nejstabilnější a nejvíce prosperující ekonomiku ze všech zemí bývalého RVHP (druhé je Slovinsko). Jejím základem je průmysl a služby (60 %); zemědělství a další prvovýroba jsou zastoupeny slabě – například v zemědělství pracuje méně než 5 % produktivního obyvatelstva, kdežto v sousedním Polsku je to více než 14 %. 
Česko má nejvíce osob samostatně výdělečně činných (OSVČ) na počet obyvatel v Evropě (kolem 9%). Daň z příjmů je v rámci EU velmi nízká, po Česku ji má nižší již jen Rumunsko. Průměrná hrubá mzda v Česku byla začátkem roku 2022 okolo 37,5 tisíc Kč, dvě třetiny zaměstnanců však na průměrnou mzdu nedosáhnou. Česko patří mezi země s nejnižším podílem lidí ohrožených příjmovou chudobou v Evropské unii (10,1%), počet lidí, kteří již v příjmové chudobě jsou však je také okolo 10%. Produktivita práce je ovšem v Česku oproti západní Evropě výrazně nižší. Problémem může být množství času stráveného zařizováním osobních věcí v pracovní době, Češi takto denně v administrativních profesích promrhají přibližně 65 minut.
Nezaměstnanost a státní zadluženost v Česku zůstávají jako jedny z nejnižších v Evropě. Česká ekonomika se umístila podle míry inflace a nezaměstnanosti na 7. místě žebříčku agentury Bloomberg pro rok 2019. Největším tahounem české ekonomiky je automobilka Škoda Auto. V prvním čtvrtletí roku 2015 rostla Česká ekonomika nejrychleji ze států EU. Česko ovšem patří v Evropě mezi země s největším odlivem peněz k zahraničím majitelům, roku 2016 odpovídal asi 8,6 % HDP.

## Česká ekonomika před vznikem České republiky

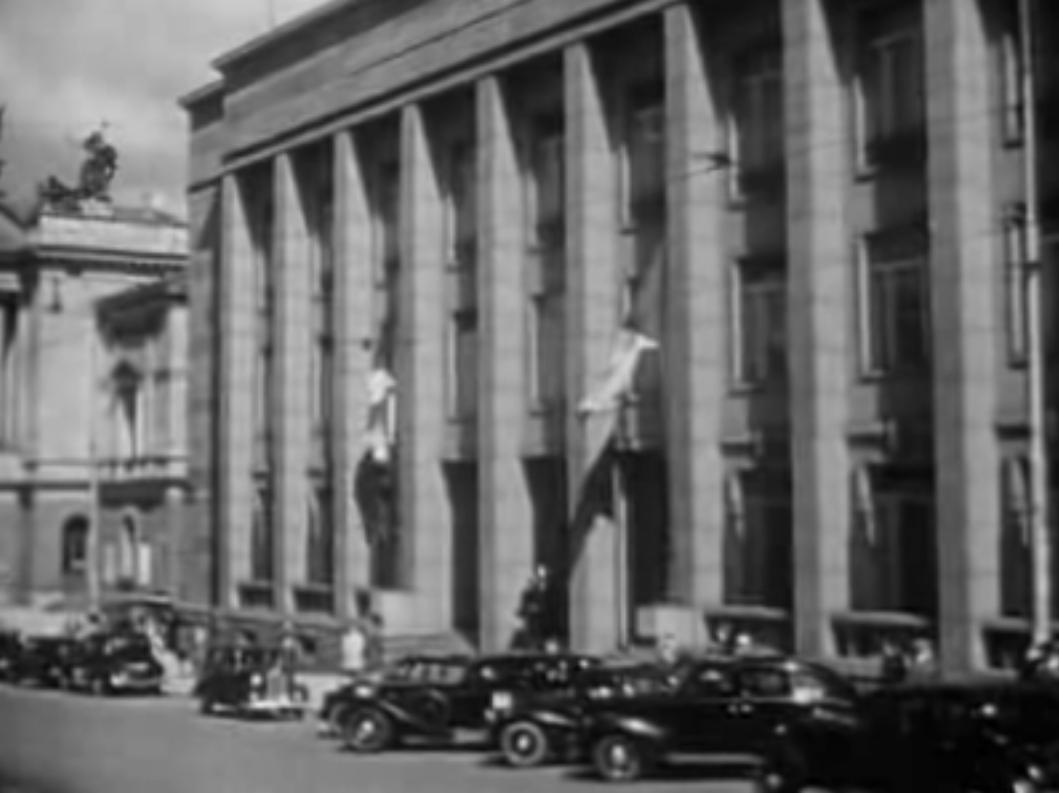
Budova původní Pražské burzy

Česko a Slovensko produkovalo většinu (asi 70 %) veškeré průmyslové výroby Rakouska-Uherska, z toho některá byla téměř monopolní. V dubnu 1919 byla zavedena Koruna československá v poměru 1:1 k rakousko-uherské měně, ta se stala jednou z nejstabilnějších měn v Evropě.
První republika se díky rozvoji údajně dostala na 10. místo průmyslově nejvyspělejších států na světě, před ní byly jen USA, Kanada, Austrálie, Švýcarsko, Argentina, Británie, Francie, Švédsko a Belgie. HDP na obyvatele První Československé republiky bylo však menší než u Dánska, Itálie, Německa, Nizozemska, Norska a Rakouska. Podle velmi rozšířeného mýtu měla být První republika desátým nejvyspělejším státem světa. Historik Szobi z předního Evropského univerzitního institutu ve Florencii uvádí, že podle výše národního důchodu na obyvatele zaujímalo Československo 17. místo ve světě, dle hodnoty průmyslové výroby na obyvatele jsme byli na 12. příčce ve světě, podle podílu na světové průmyslové výrobě dokonce na 10. místě.
Podle Broadberryho a Kleina bylo HDP na obyvatele První republiky menší než u Dánska, Itálie, Německa, Nizozemska, Norska a Rakouska. Maddison i Bairoch řadí pro rok 1929 Československo na 17. pozici v HDP na obyvatele - a Prados de la Escosura na dvacáté místo (ještě za Irsko, Finsko a Španělsko). Čeští historici Kubů a Pátek v knize “Mýtus a realita hospodářské vyspělosti Československa mezi světovými válkami” z roku 1999 uvádí, že České země bez chudšího  Slovenska a Podkarpatské Rusi byly ekonomicky před Rakouskem a přiblížily se Německu a Belgii. I tak ovšem nepatřily do první desítky nejbohatších států světa.
Důsledky rozbití ČSR po Mnichovské dohodě byly pro hospodářství katastrofální. Po okupaci došlo k násilnému podřízení ekonomiky německým hospodářským zájmům. Byl oficiálně vyhlášen kurs marky a koruny 1:10, ačkoliv skutečný poměr byl 1 ku 6 až 7 a ihned po okupaci Němci skupovali ve velkém české zboží. Nuceně se slučovaly některé podniky, byly ustanoveny ústřední svazy průmyslu, obchodu, řemesel a dopravy.
V únoru 1948 se v Československu chopila moci Komunistická strana, ekonomika státu začala být řízena centrálně a všechny průmyslové podniky byly zestátněny. K vyššímu tempu růstu ekonomiky a zvýšení průmyslové produkce došlo až roku 1954. V letech 1948–1968 vykazovala průměrný růst 3,72% HDP ročně. V období let 1969–1989 HDP Československa vzrostl cca o jednu třetinu (průměrně asi 1,66%). Zaostávání za Evropou se dále prohloubilo, například Rakousko a Itálie měla před Československem v roce 1990 již dvojnásobný náskok, v HDP na hlavu nás v této době předběhlo například Irsko, Španělsko, Portugalsko a Řecko.

## Vývoj ekonomiky od vzniku České republiky

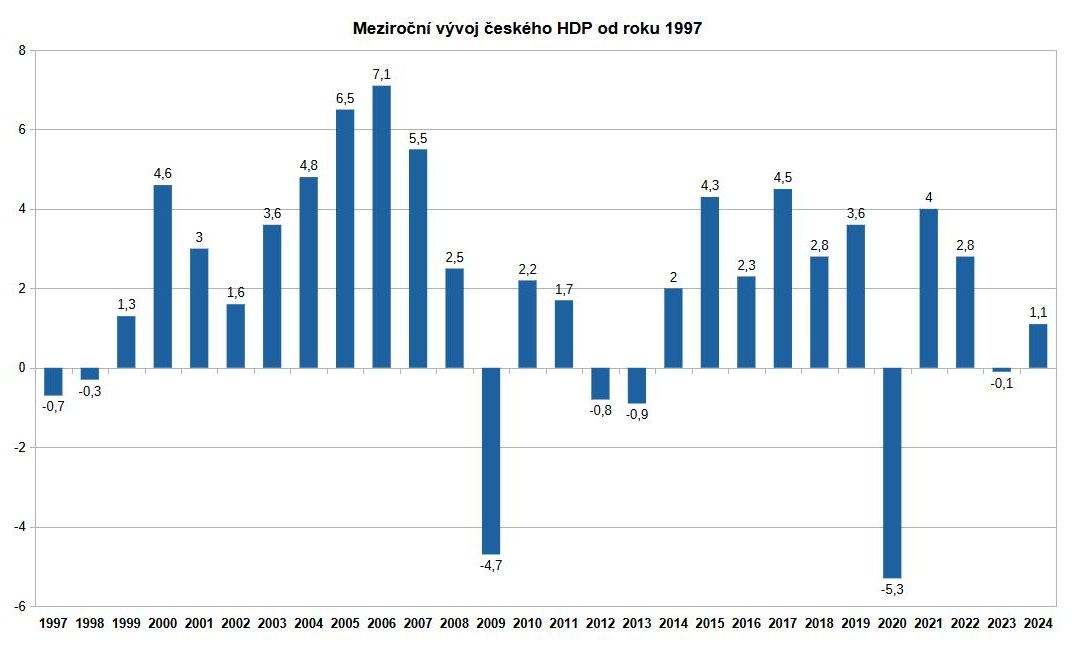
Meziroční vývoj českého HDP od roku 1997

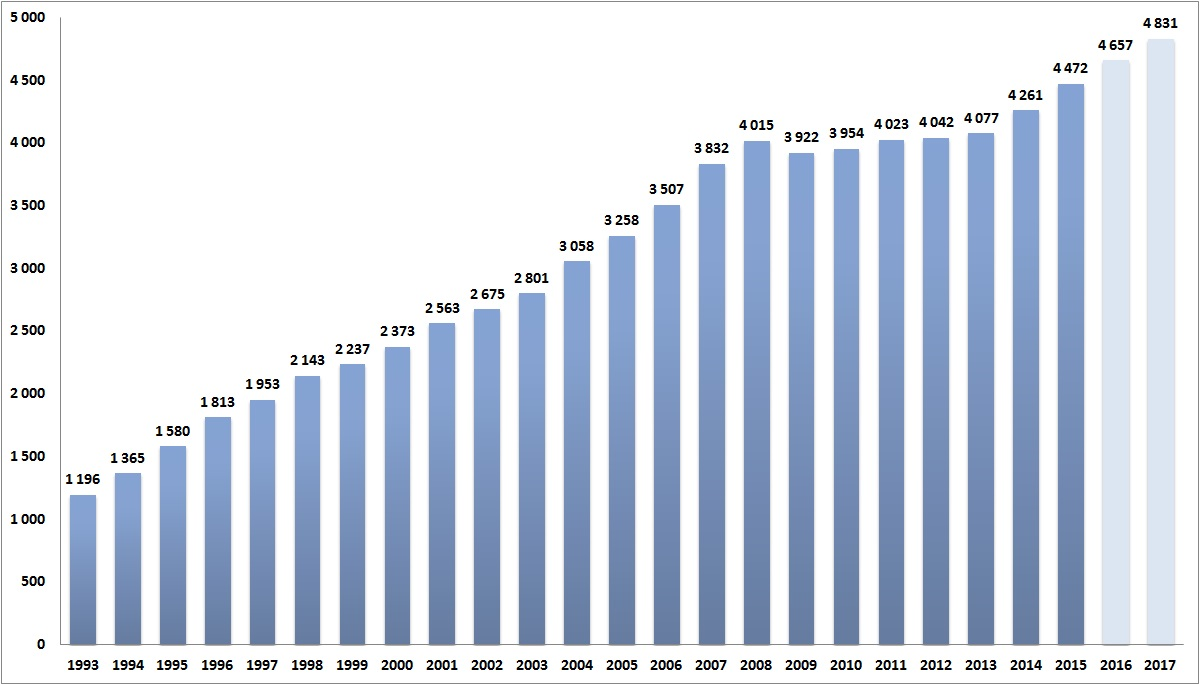
Nominální HDP (v mld. Kč)

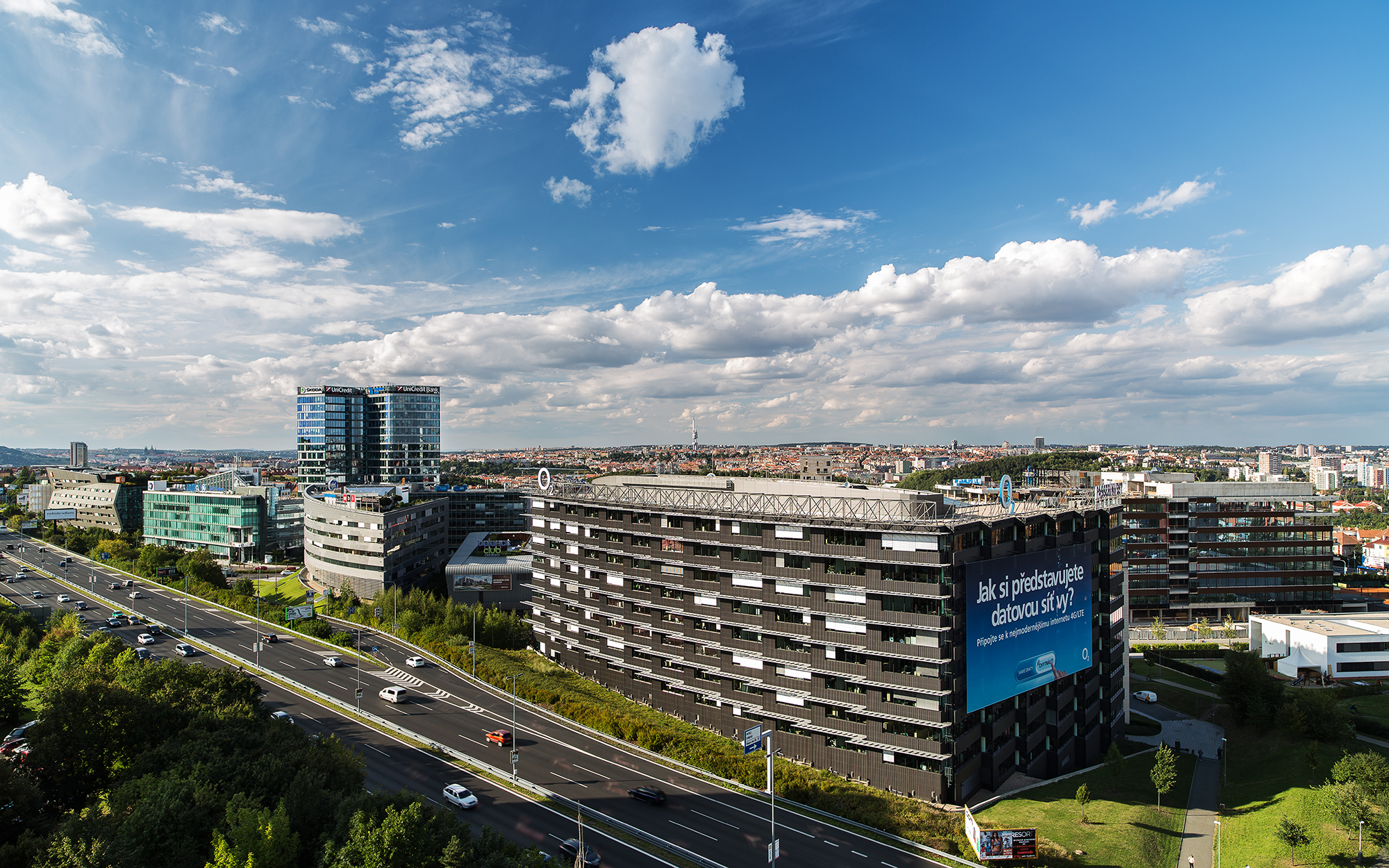
Obchodní BB Centrum v Praze

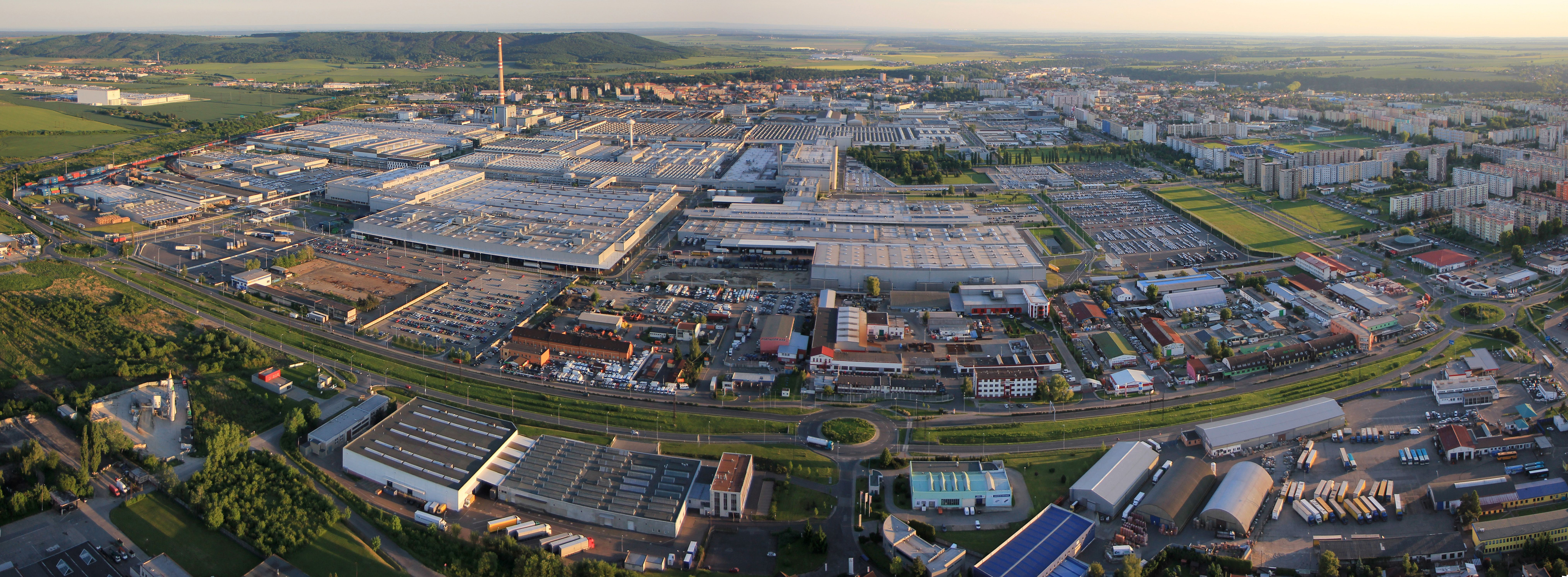
Škoda Auto je největším tahounem české ekonomiky

Česko po svém vzniku zdědilo strukturu průmyslu z bývalé ČSSR (Česká socialistická republika se na výrobě v celé zemi podílela sedmdesáti procenty – z toho Čechy 43 % a Morava se Slezskem 27 %), jenž byl nevhodný, energeticky náročný, neekologický, zastaralý a orientovaný na vojenskou výrobu pro celek větší, než byla země sama (tedy na vývoz do Sovětského svazu). Sortiment vyráběného zboží byl širší, než si země mohla dovolit; zahraniční obchod byl monopolizován a v porovnání se zeměmi Západní Evropy byl relativně malý.
Ještě před rozpadem ČSFR došlo k některým základním změnám (uvolnění regulace všech cen, umožnění soukromého podnikání apod.); země přijímala určitou formu hospodářské pomoci od Mezinárodního měnového fondu. Během 90. let došlo k základním změnám ve vlastnických vztazích – malé a velké privatizaci; během tzv. kuponové privatizace se velká část obyvatelstva stala akcionáři a státní majetek byl tedy redukován. Zatímco před sametovou revolucí tvořilo státní vlastnictví 97 %, roku 1998 již bylo 80 % všech společností v soukromých rukou. Dále proběhly některé restituce, restrukturalizace a technologické modernizace, umožněné jak domácími úvěry, tak zejména otevřením země a přílivem zahraničních investic. Mnohým lidem se navrátil majetek zabavený po roce 1948. Od roku 1995 je Česko členem Organizace pro hospodářskou spolupráci a rozvoj (OECD).
Česká koruna několikrát devalvovala a od roku 1995 se stala plně konvertibilní. Na rozdíl od ostatních zemí, které byly od roku 1990 ve stejné situaci, v Česku nevzrostla rapidně inflace ani nedošlo k prudkým změnám hodnoty měny, jako například v Rusku.
Po počáteční expanzi česká ekonomika podlehla na přelomu let 1996 a 1997 malé recesi, z které se zotavovala od poloviny roku 1999. V této době narostla nezaměstnanost až na 8,7% (1999), poté už měla převážně klesající tendenci až do roku 2008. Růst v letech 2000–2001 byl zapříčiněn hlavně vývozem do EU, především do Německa (Německo je největší ekonomický partner země), dalším přílivem zahraničních investic a oživující domácí poptávkou. Republika se ovšem během tohoto období v porovnání s minulostí značně zadlužila.
Po vstupu země do Evropské unie nabral růst v ČR, stejně jako v ostatních zemích podobné kategorie (Slovensko, Polsko, Maďarsko), relativně velké tempo a spíše sociální politikou české vlády dosáhl až sedmi procent. Význam průmyslu, jenž v roce 1990 vytvářel 62% domácího produktu, klesl zhruba na polovinu. Namísto hutnictví přebral dominantní pozici automobilový průmysl, jehož zásluhou má země od roku 2004 aktivní saldo obchodní bilance. 
Podle Hospodářské komory mezi nejčastěji hledané kvalifikace v roce 2007 patřily řemeslníci, kvalifikovaní výrobci, zpracovatelé, opraváři, zaměstnanci na pozici obsluha strojů a zařízení, techničtí pracovníci, zdravotničtí pracovníci a pedagogičtí pracovníci. Kvůli tomu přestali být zaměstnavateli odmítání i čerství absolventi škol bez praxe. V porovnání hodinové mzdy mezi novými členy EU byla Česká hodinová mzda 109 Kč třetí nejvyšší, vyšší průměrná hodinová mzda byla pouze na Kypru (334 Kč) a ve Slovinsku (178 Kč).
Nedostatek pracovníků v Česku se týkal hlavně stavebnictví, strojírenství a dopravy, v roce 2008 podle odhadů Svazu průmyslu a dopravy v těchto odvětvích chybělo přibližně 300 000 kvalifikovaných pracovníků. Nezaměstnanost tehdy dosáhla dna 4,4%, poté se zvyšovala na 8,7% (Červenec 2010), a od roku 2010 opět začala klesat na nynějších 2,7% (Červenec 2019). Nezaměstnanost v České republice zůstává jedna z nejnižších v Evropě. V žebříčku Evropských zemí se nachází na 5. místě (2019), po Bělorusku (0,3%), Faerských ostrovech (1,1%), Lichtenštejnsku (2,3%) a Švýcarsku (2,1%).
Dne 7. listopadu 2013 rozhodla Česká národní banka o intervenci na devizovém trhu, kde se bude snažit držet kurz koruny vůči euru přibližně na hladině 27 CZK/EUR. Tento krok by podpořil český export, naproti tomu zvýšil inflaci a zdražil dovoz, názory na něj jsou tak rozdílné. V roce 2017 rada ČNB rozhodla ukončit tyto devizové intervence.
I přesto, že svého minima dosáhla demografická křivka v roce 2015, ještě v roce 2017 ubýval počet učňů ve stavebních oborech. Ubýval rychleji než v jiných oborech, protože zájemci o výuční list si vybírali raději elektrotechnické a strojírenské obory. Přestože byla velká poptávka po pokrývačích, tesařích a klempířích, zájem o studium těchto oborů byl malý. V roce 2017 byl nedostatek pracovníků na technické pozice a lidí do výroby. Protože se většina dětí ve škole učila anglicky, byl také nedostatek německy mluvících zaměstnanců. Při hledání nových zaměstnanců se kromě vyšší mzdy stalo standardem nabízení benefitů. V prvním čtvrtletí roku 2017 se meziročně zvýšila průměrná mzda v Libereckém kraji o 1347 Kč na 25 693 Kč, v Plzeňském kraji se zvýšila mzda o více než 1700 Kč. Kromě technických pracovníků byl také nedostatek řezníků. Firmám i živnostníkům se stávalo, že měli inzerát na úřadu práce rok a nikdo se na něj neozval. Vyučení řezníci odcházeli do zahraničí nebo za jinou prací, zájemců o vyučení se v oboru řezník bylo málo (jediné učiliště v Libereckém kraji ve Frýdlantu mělo v září 2017 v oboru řezník pouze 6 učňů).
Podle analýzy CRIF - Czech Credit Bureau ve srovnání s rokem 2010 v roce 2017 poklesl zájem o podnikání ve věkové skupině nad 30 let, nicméně narostl počet zájemců ve věkové skupině do 30 let. Mezi novými podnikateli ve věkové skupině od 31 do 40 let začalo podnikat o 53 % lidí méně (tedy o 18 tisíc lidí méně), ve věkové skupině 41 - 50 let klesl počet nových podnikatelů o 57 % (tedy o 10 tisíc lidí) a ve věkové skupině 51–60 let klesl počet nových podnikatelů o 63 %. Ve věkové skupině do 30 let začalo podnikat o 80 % více fyzických osob, tj. o 12 tisíc nových podnikatelů více. Celkově byl v roce 2017 počet nových podnikatelů do 30 let 27 tisíc z celkových 58 tisíc nových podnikatelů, zatímco v roce 2010 byl celkový počet nových podnikatelů 85 tisíc, z toho bylo 15 tisíc nových podnikatelů ve věku do 30 let.
Celkem v roce 2017 ukončilo činnost 10 437 firem, z toho 7910 firem skončilo v likvidaci a ostatní skončily buď fúzí s jiným podnikatelským subjektem nebo jiným způsobem. Podle odhadů CRIF z října 2017 měl počet nově zaregistrovaných firem za celý rok 2017 poprvé v historii České republiky přesáhnout počet 30 000.

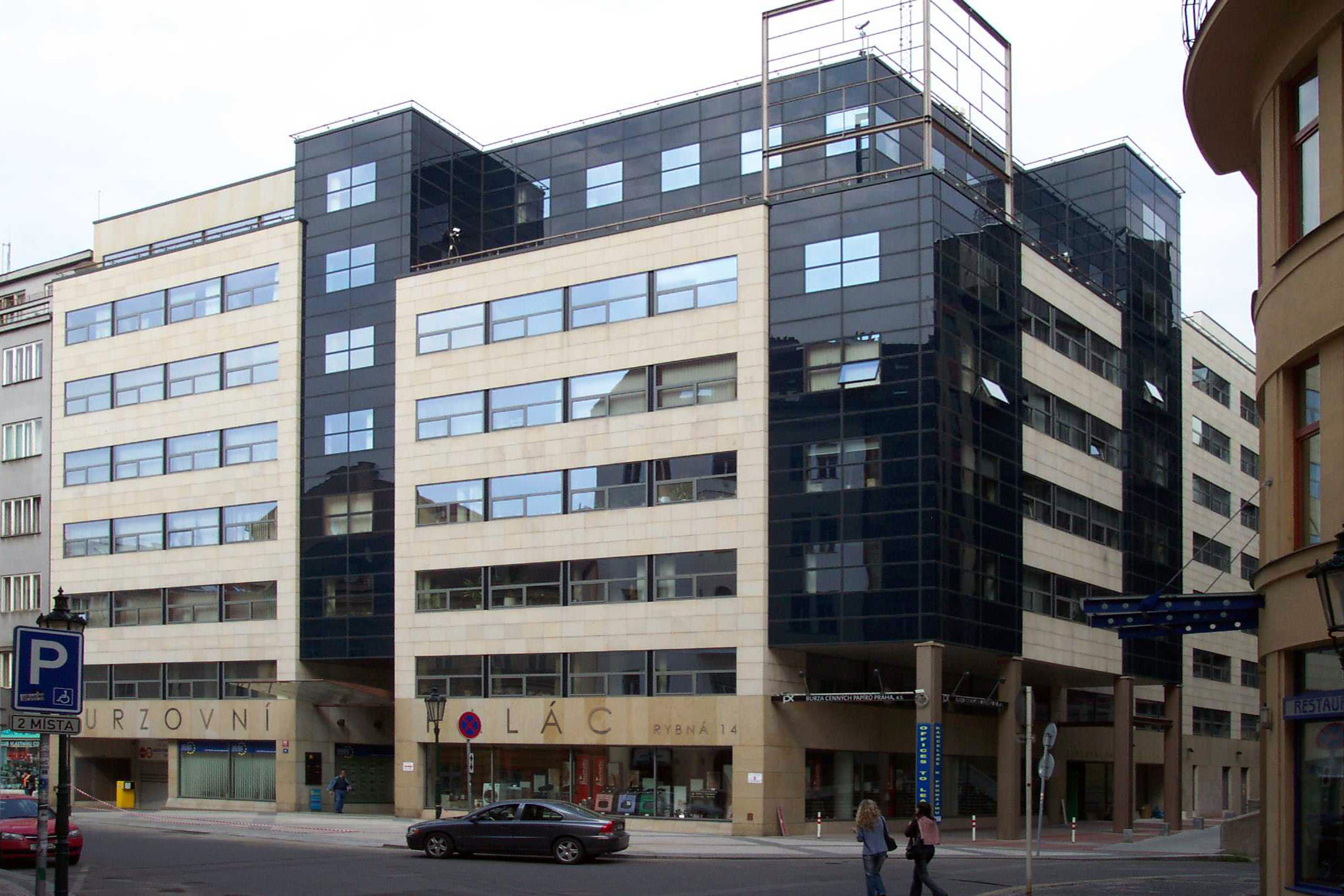
Burzovní palác v Praze

Na začátku roku 2018 skončil zahraniční obchod v přebytku 11,9 miliard Kč, ovšem meziročně byl o 9,4 miliardy nižší. Dovoz se meziročně zvýšil o 6,2 %. Hlavní příčinou nižšího přebytku byl pokles exportu a růst importu motorových vozidel. Teritoriálně mělo vliv především zhoršení bilance s EU a Čínou a zlepšení bilance s Ruskem. Přestože se zlepšila dopravní infrastruktura českého venkova, u potravinové obslužnosti venkova nastala opačná situace, počet prodejen na venkově dlouhodobě klesá, od roku 2018 do roku 2019 ubylo 18 % prodejen s plochou do 400 m².
V roce 2021 rostla česká ekonomika o 3,3 %, následující rok však odhad růstu klesl z 3,1 % na 1,2 %. V roce 2022 došlo k rekordnímu nárůstu inflace přes 15 %, reálná změna průměrné mzdy byla okolo 8,5 procenta, došlo tedy k největšímu pádu životní úrovně od vzniku ČR a nejvíce ze všech zemí OECD. Rok 2022 také zasáhla energetická krize a začaly stoupat ceny energií, Česko platí jedno z nejvyšších cen za plyn v Evropě. Cena elektřiny se v Česku v první polovině roku 2022 zvýšila o 62 %, to je nejvíce ze všech zemí EU.
Česko také zasáhla uprchlická krize, do země za tři týdny od začátku invaze přišlo 270 000 válečných utečenců z Ukrajiny. Kvůli uprchlické vlně byl vyhlášen nouzový stav. Všichni uprchlíci z Ukrajiny dostávají dávku 5000 Kč, uprchlíci mají zajištěné ubytování, stravování a základní sociální a materiální pomoc. V dubnu 2022 náklady na zvládnutí uprchlické vlny vláda odhadovala na 54 miliard Kč. K dubnu 2025 bylo v Česku 364 600 uprchlíků s dočasnou ochranou a dalších 708 700 cizinců mělo povolení k pobytu, celkem tedy 1,07 milionu Ukrajinců. Česko přijalo v přepočtu na hlavu nejvíc ukrajinských uprchlíků z celé EU.
Ke konci roku 2023 české reálné mzdy klesly již osmý kvartál za sebou, navrátily se tak o více než pět let nazpět, čeští zaměstnanci tak zchudli nejvíce ze všech zemí vyspělých států OECD. České domácnosti měly v roce 2024 nejdražší elektřinu z celé EU a to přes to, že Česko jedním z největších vývozců elektřiny v EU.

## Vývoj cen bydlení
V období let 2000 až 2006 vzrostly ceny bytů v Praze o 76 %, mimo Prahu o 86 %. Jedním z hlavních důvodů byl růst mezd o 9 %. Po dalších 12 měsících cena bytů v Praze klesla o 7 %, cena bytů mimo Prahu klesla o 14 %.
Od roku 2006 do roku 2008 se ceny bytů opět zvýšily, tentokrát  v Praze ale pouze o 56 % a mimo Prahu o 64 %. Po dalších 12 měsících cena bytů v Praze klesla o 13 % a cena bytů mimo Prahu klesla o 17 %.
V roce 2014 se opět začaly ceny bytů zvyšovat, do roku 2018 se zvýšily ceny bytů v Praze o 56 %, ceny bytů mimo Prahu se zvýšily o 43 %. Hlavními příčinami byla nízká nezaměstnanost (6 % v roce 2014, 1,9 % v roce 2018), nízká nabídka dokončených bytů a nákup bytů za účelem krátkodobých pronájmů. V Praze byla v roce 2018 cena bytů přepočtená na příjem nejvyšší v Evropě (na pořízení vlastního bydlení bylo potřeba 12 ročních platů), byla způsobená vysokou poptávkou a malou nabídkou. V prvním čtvrtletí roku 2018 přesáhla cena za m² 88 000 Kč.

## Hlavní makroekonomické indikátory (v mld. Kč)

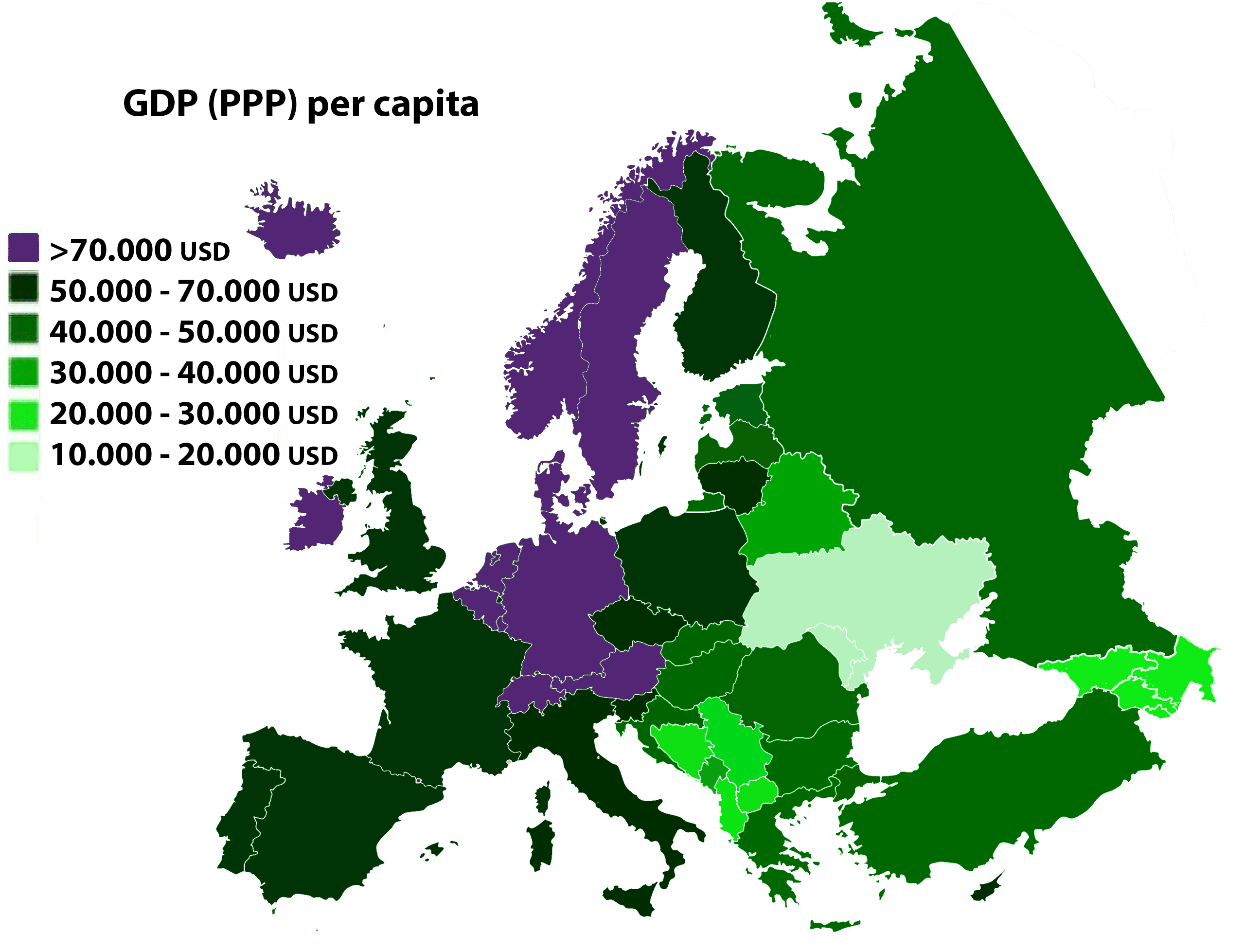
Evropské státy v HDP na obyvatele podle kupní síly

| rok  | HDP       | HDP         | Míra konvergence k EU | spotřeba   | spotřeba | tvorba hrubého fixního kapitálu** | příspěvek ZO*** k růstu HDP | růst deflátoru HDP | průměrná míra inflace | míra zaměstnanosti 15-64letých | obecná míra nezaměstnanosti | Saldo běžného účtu (k HDP) |
| rok  | nominální | reálný růst | Míra konvergence k EU | domácností | vlády    | tvorba hrubého fixního kapitálu** | příspěvek ZO*** k růstu HDP | růst deflátoru HDP | průměrná míra inflace | míra zaměstnanosti 15-64letých | obecná míra nezaměstnanosti | Saldo běžného účtu (k HDP) |
| ---- | --------- | ----------- | --------------------- | ---------- | -------- | --------------------------------- | --------------------------- | ------------------ | --------------------- | ------------------------------ | --------------------------- | -------------------------- |
| 1993 | 1196      | 0,1 %       | -                     |            |          |                                   |                             | 21,5 %             | 20,8 %                | 69,0 %                         | -                           | 1,1 %                      |
| 1994 | 1365      | 2,2 %       | -                     |            |          |                                   |                             | 11,5 %             | 10,0 %                | 69,2 %                         | 4,3 %                       | -1,7 %                     |
| 1995 | 1580      | 5,9 %       | 77 %                  |            |          |                                   |                             | 9,0 %              | 9,1 %                 | 69,5 %                         | 4,0 %                       | -2,3 %                     |
| 1996 | 1813      | 4,3 %       | 79 %                  |            |          |                                   |                             | 10,0 %             | 8,8 %                 | 69,4 %                         | 3,9 %                       | -6,2 %                     |
| 1997 | 1953      | -0,7 %      | 76 %                  |            |          |                                   |                             | 8,5 %              | 8,5 %                 | 68,7 %                         | 4,8 %                       | -5,8 %                     |
| 1998 | 2143      | -0,3 %      | 73 %                  |            |          |                                   |                             | 10,0 %             | 10,7 %                | 67,5 %                         | 6,5 %                       | -1,9 %                     |
| 1999 | 2237      | 1,3 %       | 73 %                  |            |          |                                   |                             | 2,9 %              | 2,1 %                 | 65,9 %                         | 8,7 %                       | -2,3 %                     |
| 2000 | 2373      | 4,6 %       | 72 %                  |            |          |                                   |                             | 1,7 %              | 3,9 %                 | 65,2 %                         | 8,8 %                       | -4,4 %                     |
| 2001 | 2563      | 3,0 %       | 74 %                  |            |          |                                   |                             | 4,8 %              | 4,7 %                 | 65,2 %                         | 8,1 %                       | -4,9 %                     |
| 2002 | 2675      | 1,6 %       | 74 %                  | 2,2 %      | 6,7 %    | 5,1 %                             | -0,2 p. b.                  | 2,7 %              | 1,8 %                 | 65,6 %                         | 7,3 %                       | -5,1 %                     |
| 2003 | 2801      | 3,6 %       | 77 %                  | 6,0 %      | 7,1 %    | 0,4 %                             | -0,6 p. b.                  | 1,1 %              | 0,1 %                 | 64,9 %                         | 7,8 %                       | -5,7 %                     |
| 2004 | 3058      | 4,8 %       | 79 %                  | 2,6 %      | -3,2 %   | 4,7 %                             | 1,4 p. b.                   | 4,0 %              | 2,8 %                 | 64,2 %                         | 8,3 %                       | -4,2 %                     |
| 2005 | 3258      | 6,5 %       | 80 %                  | 2,5 %      | 2,9 %    | 1,8 %                             | 4,6 p. b.                   | 0,1 %              | 1,9 %                 | 64,8 %                         | 7,9 %                       | -0,9 %                     |
| 2006 | 3507      | 7,1 %       | 81 %                  | 5,2 %      | 1,2 %    | 6,0 %                             | 1,5 p. b.                   | 0,7 %              | 2,5 %                 | 65,3 %                         | 7,1 %                       | -2,1 %                     |
| 2007 | 3832      | 5,5 %       | 84 %                  | 5,0 %      | 0,7 %    | 10,8 %                            | 1,1 p. b.                   | 3,5 %              | 2,8 %                 | 66,1 %                         | 5,3 %                       | -4,3 %                     |
| 2008 | 4015      | 2,5 %       | 81 %                  | 3,6 %      | 1,1 %    | -1,5 %                            | 1,3 p. b.                   | 2,0 %              | 6,3 %                 | 66,5 %                         | 4,4 %                       | -1,9 %                     |
| 2009 | 3922      | -4,7 %      | 83 %                  | -0,2 %     | 2,6 %    | -7,9 %                            | -0,6 p. b.                  | 2,6 %              | 1,0 %                 | 65,3 %                         | 6,7 %                       | -2,3 %                     |
| 2010 | 3954      | 2,2 %       | 81 %                  | 0,9 %      | 0,2 %    | 0,9 %                             | 1,0 p. b.                   | -1,5 %             | 1,5 %                 | 65,0 %                         | 7,3 %                       | -3,6 %                     |
| 2011 | 4034      | 1,7 %       | 83 %                  | 0,3 %      | -3,0 %   | 1,1 %                             | 1,9 p. b.                   | -0,2 %             | 1,9 %                 | 65,7 %                         | 6,3 %                       | -2,1 %                     |
| 2012 | 4118      | -0,8 %      | 82 %                  | -1,5 %     | -1,8 %   | -3,2 %                            | 1,3 p. b.                   | 1,4 %              | 3,3 %                 | 66,5 %                         | 7,0 %                       | -1,6 %                     |
| 2013 | 4169      | -0,9 %      | 83 %                  | 0,7 %      | 2,3 %    | -2,7 %                            | 0,0 p. b.                   | 1,4 %              | 1,4 %                 | 67,7 %                         | 7,0 %                       | -0,5 %                     |
| 2014 | 4378      | 2,0 %       | 85 %                  | 1,5 %      | 1,8 %    | 2,0 %                             | -0,2 p. b.                  | 2,5 %              | 0,4 %                 | 69,0 %                         | 6,1 %                       | 0,2 %                      |
| 2015 | 4652      | 4,3 %       | 88 %                  | 2,9 %      | 3,2 %    | 8,3 %                             | -0,4 p. b.                  | 1,0 %              | 0,3 %                 | 70,3 %                         | 5,0 %                       | 0,4 %                      |
| 2016 | 4843      | 2,3 %       | 89 %                  | 3,6 %      | 2,1 %    | 1,5 %                             | 1,4 p. b.                   | 1,1 %              | 0,7 %                 | 71,1 %                         | 4,0 %                       | 1,8 %                      |
| 2017 | 5179      | 4,5 %       | 90 %                  | 4,3 %      | 1,5 %    | 3,3 %                             | 1,2 p. b.                   | 1,1 %              | 2,5 %                 | 71,8 %                         | 2,9 %                       | 1,5 %                      |
| 2018 | 5476      | 2,8 %       | 91 %                  | 3,4 %      | 1,3 %    | 3,2 %                             | -1,1 p.b.                   | 1,7 %              | 2,1 %                 | 72,4 %                         | 2,2 %                       | 0,4 %                      |
| 2019 | 5889      | 3,6 %       | -                     | -          | -        | -                                 | 0,1 p. b.                   | -                  | 2,8 %                 | -                              | 2,0 %                       | 0,3 %                      |
| 2020 | 5828      | -5,3 %      | -                     |            |          |                                   | -0,6 p. b.                  |                    | 3,2 %                 |                                | 2,6 %                       | 1,8 %                      |
| 2021 | 6308      | 4,0 %       | -                     |            |          |                                   | -2,8 p. b.                  |                    | 3,8 %                 |                                | 2,8 %                       | -2,1 %                     |
| 2022 | 7050      | 2,8 %       | -                     |            |          |                                   | -0,3 p. b.                  |                    | 15,1 %                |                                | 2,2 %                       | -4,7 %                     |
| 2023 | 7619      | -0,1 %      | -                     |            |          |                                   | 2,6 p. b.                   |                    | 10,7 %                |                                | 2,6 %                       | 0,3 %                      |
| 2024 | 8010      | 1,1 %       |                       |            |          |                                   | 0,7 p. b.                   |                    | 2,4 %                 |                                |                             |                            |

zdroje:
p = predikce ČNB
* PPS = parita kupní síly
** tvorba hrubého fixního kapitálu = investice
*** ZO = zahraniční obchod

### HDP v paritě kupní síly na obyvatele vůči průměru EU
| Rok       | 1990   | 1992   | 1996   | 1998   | 2002   | 2006   | 2010   | 2013   | 2017   | 2021   | 2022   | 2023   |
| --------- | ------ | ------ | ------ | ------ | ------ | ------ | ------ | ------ | ------ | ------ | ------ | ------ |
| Průměr EU | 85,8 % | 74,2 % | 80,0 % | 75,0 % | 75,5 % | 82,1 % | 84,8 % | 85,4 % | 89,7 % | 93,0 % | 92,0 % | 89,2 % |
| Změna     | -      | -11,6  | +5,8   | -5,0   | +0,5   | +6,6   | +2,7   | +0,6   | +4,3   | +3,3   | -1,0   | -2,8   |

## Struktura ekonomiky

Česko nejvíce exportuje automobily, automobilové části, stroje pro automatické zpracování dat, vysílací zařízení, kancelářské stroje a potřeby, sedadla a izolované vodiče

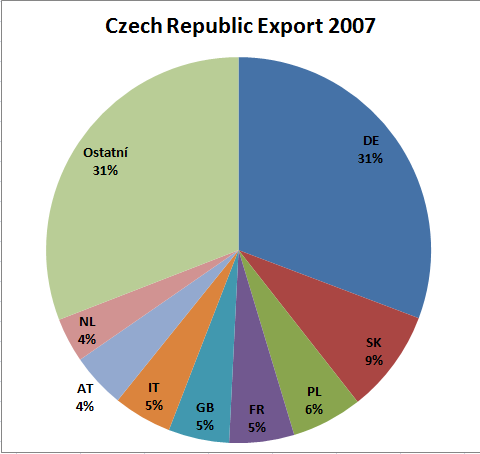
Export ČR 2007

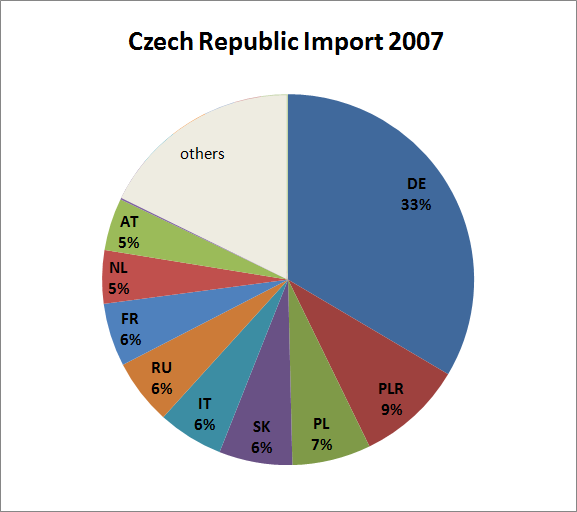
Import ČR 2007

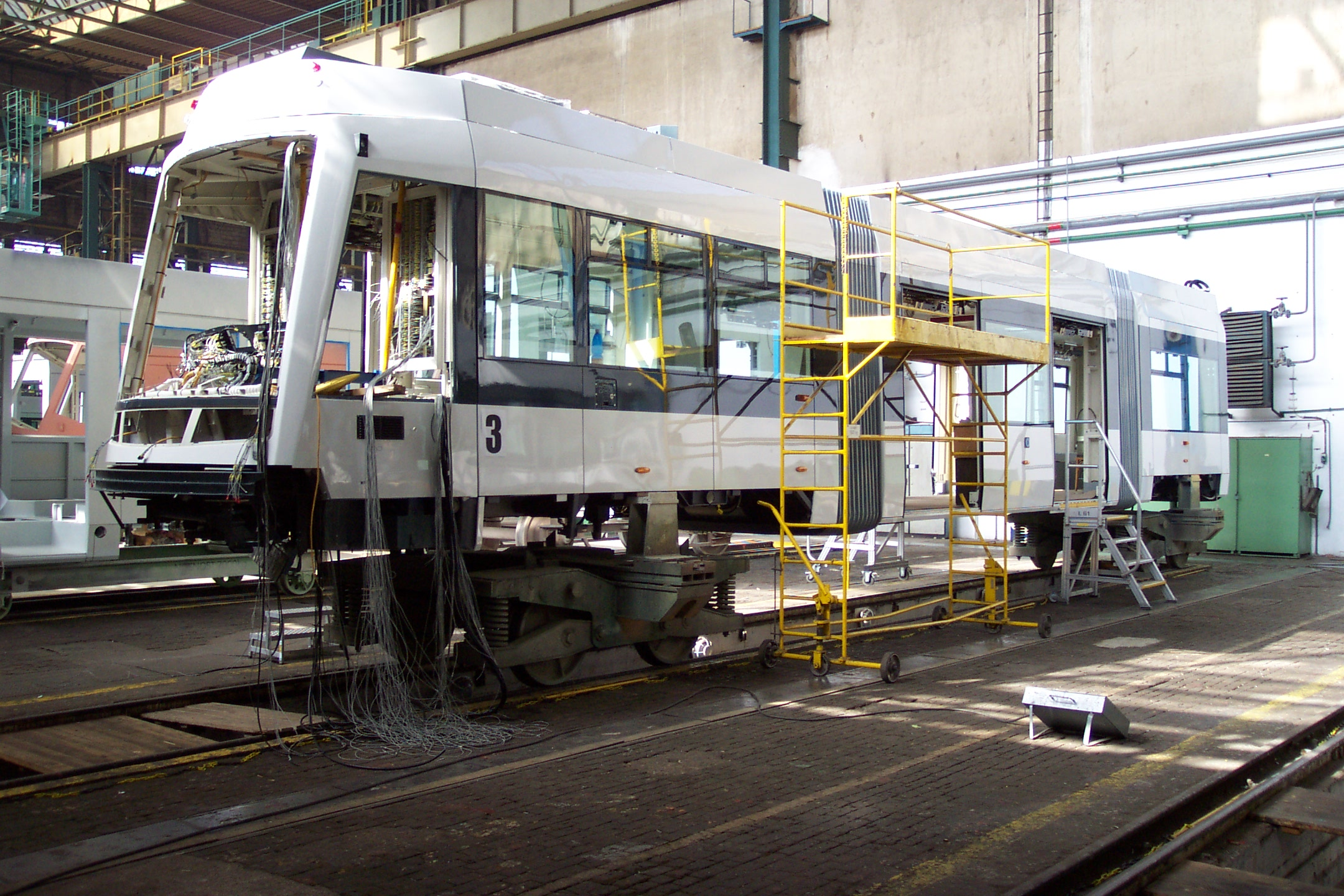
V českém průmyslu má velký význam výroba dopravních prostředků (automobilů, autobusů a tramvají)

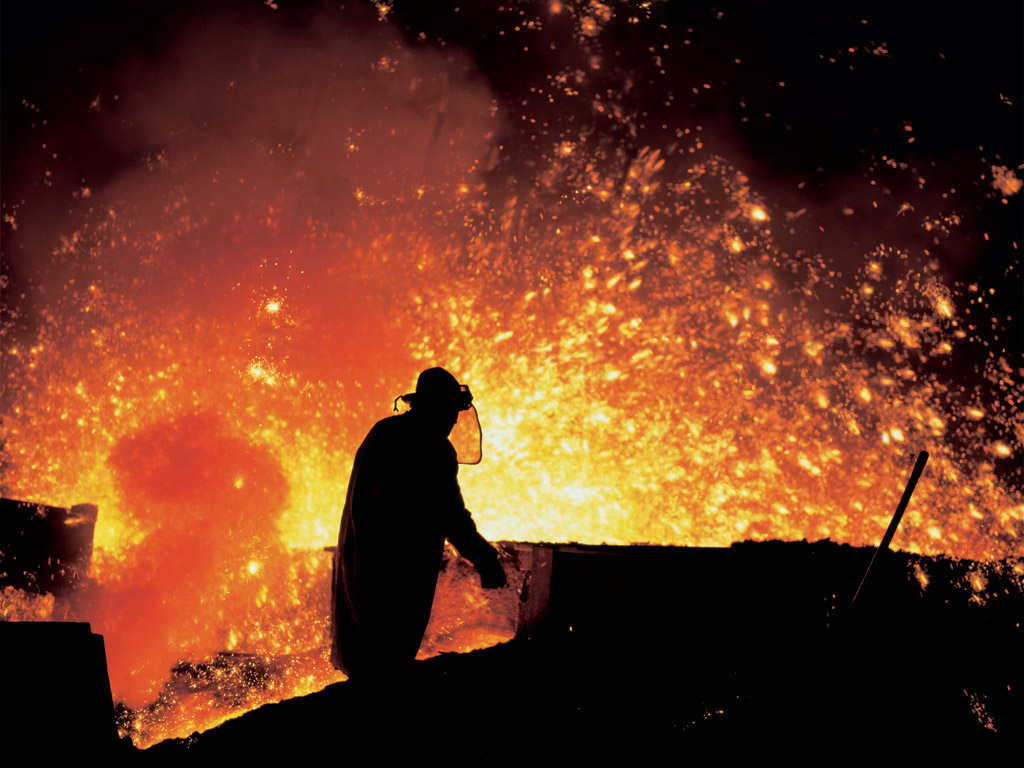
Těžký průmysl jako výroba oceli je tradiční průmysl v ČR

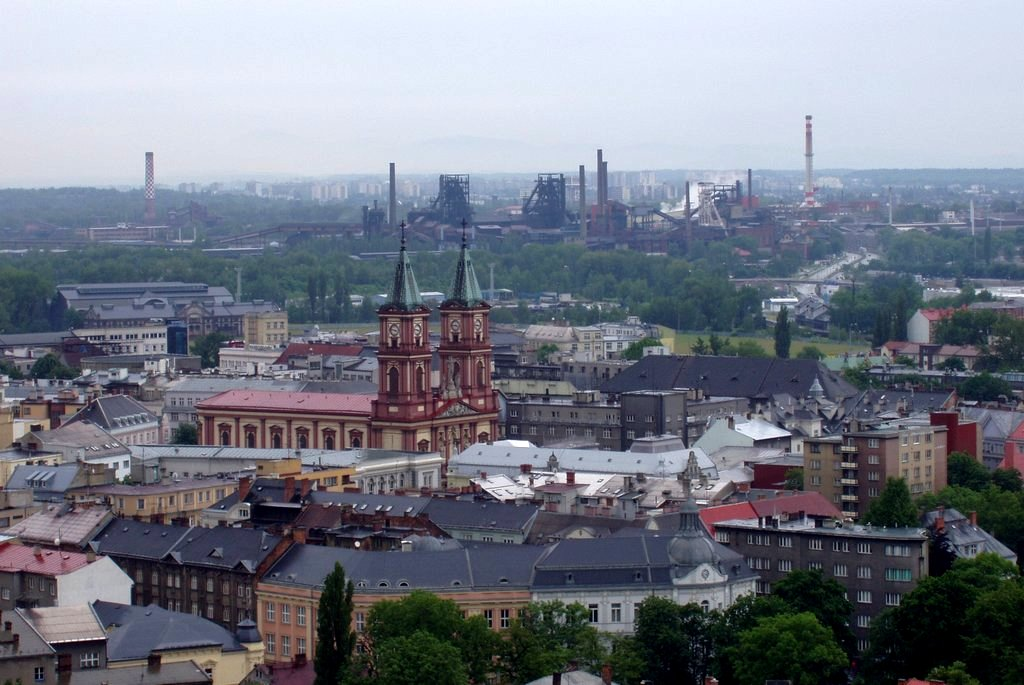
Na východě republiky, na Ostravsku, je rozšířen těžký průmysl

### Suroviny, zemědělství a chovatelství
Ke klíčovým nerostným surovinám těženým v Česku patří černé a hnědé uhlí, dále též kaolin, stavební hmoty a uran. V malém rozsahu se těží ropa a zemní plyn a další suroviny.
Zemědělská výroba téměř uspokojuje domácí poptávku, avšak po vstupu země do EU musela být některá odvětví mírně utlumena. Pěstuje se hlavně obilí (pšenice, ječmen, kukuřice), řepka, brambory, chmel, zelenina, len a cukrová řepa (její produkce v souvislosti s uzavřením cukrovarů společnosti Eastern Sugar výrazně klesla). Svůj význam má i sadařství a vinohradnictví. Základem živočišné výroby je chov skotu, prasat a drůbeže, dále včelařství nebo chov sladkovodních ryb (zvláště kaprů).

### Průmysl
Průmysl v Česku zaměstnává téměř 38% ekonomicky aktivních a Česko je tímto podílem na 1. místě mezi státy Evropské unie. Hlavními průmyslovými centry jsou Praha (všechna odvětví), Ostravsko (těžký průmysl), Plzeňsko (těžký průmysl); dále též mnohá místa v Ústeckém kraji. Mezi důležitá odvětví průmyslu patří strojírenství – především výroba dopravních prostředků (Česko v tomto zdědilo tradici Československa jako velmoci v tomto odvětví), elektrotechnika, chemický průmysl, hutnictví, potravinářství a energetika. Nejdynamičtěji se rozvíjejícím odvětvím je stavebnictví.
| Beroun - textilní                         | Blansko - strojírenský                                         |
| Bohumín – chemický, hutní                 | Dubí - sklářský,keramický                                      |
| Dvůr Králové nad Labem - textilní         | Havlíčkův Brod - strojírenský                                  |
| Hlinsko - elektrotechnický                | Hodonín - potravinářský,těžební                                |
| Hranice - elektrotechnika                 | Chomutov - energetický a palivářský                            |
| Chrudim - strojírenský                    | Chvaletice - energetický                                       |
| Jablonec nad Nisou - sklářský, bižuterie  | Jáchymov - rudné doly                                          |
| Jindřichův Hradec - dřevařský, bavlnářský | Karviná - černé uhlí, koksárenství, strojírenský, stavební     |
| Kolín - elektrotechnický, automobilový    | Kralupy - střet ropovodu                                       |
| Krnov - strojírenský,textilní,varhany     | Kunovice - letadla                                             |
| Kuřim - strojírenský                      | Kvasiny - automobilový                                         |
| Ledvice - energetický                     | Letohrad - elektrotechnický                                    |
| Libchavy - autobusy                       | Litomyšl - textilní                                            |
| Litvínov - chemický                       | Lovosice - chemický                                            |
| Luby u Chebu - hudební nástroje           | Milevsko - strojírenský                                        |
| Mladá Boleslav - automobilový             | Napajedla - chemický                                           |
| Neratovice - chemický                     | Nošovice - automobilový                                        |
| Nový Bor - sklářský                       | Odry - tenisové míčky                                          |
| Opatovice nad Labem - energetický         | Ostrava - hutní, strojírenský, chemický, energetický, tramvaje |
| Otrokovice - strojírenský, gumárenský     | Písek - strojírenský, textilní                                 |
| Počerady - tepelný                        | Prachovice - nábytek, strojírenský                             |
| Prostějov - oděvní                        | Slavičín - strojírenský, obuvnický                             |
| Soběslav - nábytek                        | Sokolov - hnědé uhlí, chemický                                 |
| Stod - cihlárenský                        | Sušice - dřevařský                                             |
| Světlá nad Sázavou - kamenický, sklářský  | Štětí - papírenský                                             |
| Teplice - sklářský                        | Třinec - hutní, strojírenský                                   |
| Uherský Ostroh - železnice, stavebnictví  | Valašské Meziříčí - chemický, stavebnictví, strojírenství      |
| Větřní - papírny                          | Vrchlabí - automobilový                                        |
| Vsetín - strojírenství                    | Žďár nad Sázavou - dřevařský, strojírenský                     |

#### Energetika
Základem energetiky jsou uhelné a jaderné elektrárny (Temelín a Dukovany). Podíl tzv. obnovitelných zdrojů energie na výrobě elektřiny se v ČR v současnosti pohybuje kolem 12 %. Z této oblasti je potom nejvýraznější využití vodních elektráren, tvořících přibližně 60 %. Výstavba elektráren na obnovitelné zdroje je podporována dotacemi EU a podle plánu má jejich podíl na trhu stoupnout v roce 2020 na 13 %.
Spotřeba ČR činí zhruba 50 TWh elektrické energie ročně, přičemž výrobní zdroje při optimálním provozu poskytují asi 60 TWh za rok. Z toho plyne jednak možnost/nutnost elektřinu vyvážet, jednak nízký důvod pro instalaci nových zdrojů. To vedlo k jejich uměle státem prosazované podpoře, a tedy instalaci mnohdy především pro zisk dotačních peněz.

### Služby
V roce 2008 ovlivnila silná koruna tuzemský cestovní ruch (stejně jako ostatní exportéry). Kvůli rychlému posilování koruny se totiž stalo Česko pro zahraniční turisty méně zajímavou destinací podle měřítka cena/kvalita. Dle statistik poklesl cestovní ruch v Praze (nejnavštěvovanější destinace v ČR) o více než 30 % a v mimopražských oblastech ještě více. K tomu navíc mnohem více Čechů vycestovalo díky výhodným cenám do zahraničí. Cestovní ruch je přitom jednou z nejvýdělečnějších částí sektoru služeb.

## Přijetí eura
Vstupem do Evropské unie se Česko zavázalo přijmout jednotnou evropskou měnu, jakmile budou splněna požadovaná Maastrichtská kritéria (konvergenční kritéria). Česko nebývá z EU kritizováno za výši svého dluhu, ale za tempo, kterým se dluh zvyšuje, deficitní rozpočty v několika letech totiž překračovaly 3% HDP, což je maximální hranice, kterou země nesmí překročit v případě, že chce zavést jako svoji měnu euro či již euro používá. To zemi zatížilo a zhatilo několik plánů na přijetí společné evropské měny. Zatímco ještě kolem roku 2003 se v tomto ohledu počítalo s rokem 2009, podle stavu z roku 2007 byl reálný až rok 2012.
Pro přijetí společné měny je však třeba podniknout několik kroků, hlavním bodem bylo stanovení relativně pevného kurzu koruny k euru, což v této době, přestože koruna o několik procent posílila, nebylo příliš vhodné a tak ani rok 2012 nebyl pro přijetí společné evropské měny reálný. Situaci v roce 2011 začala ztěžovat výrazná krize Evropské měnové unie kvůli neúnosnému zadlužení některých členských států. V květnu 2013 se guvernér ČNB Miroslav Singer vyjádřil pro přijetí eura nejdříve v roce 2019. V únoru 2014 ministr financí Andrej Babiš posunul termín o rok později a za nejbližší možný považuje rok 2020.
Na popud MF a ČNB se vláda koncem roku 2018 rozhodla odložit termín přijetí eura na dobu neurčitou, kritéria pro vstup Česko sice splňuje, jsou zde ovšem obavy o znehodnocení úspor občanů a obavy o dopad závazků na stát kvůli změnám pravidel eurozóny.

## Zadlužení

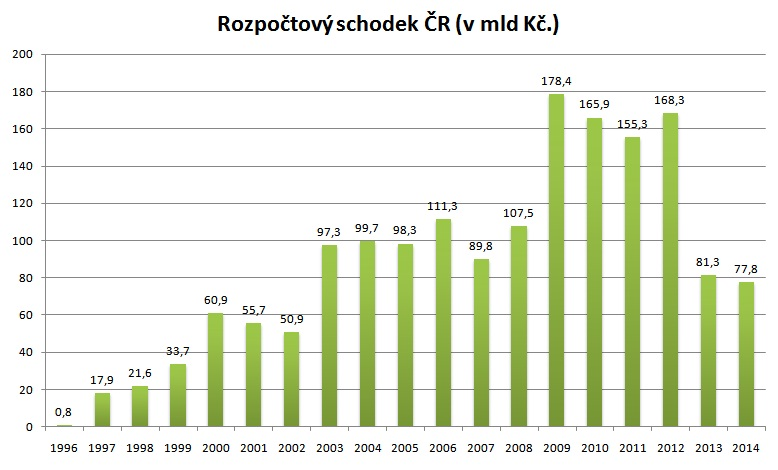
Meziroční nárůst státního dluhu ČR

Velké problémy v budoucnosti mohou způsobit vysoké rozpočtové deficity a rostoucí státní dluh. Jeho výše v porovnání s některými dalšími zeměmi EU není vysoká, ovšem tempo růstu je označováno mnohými západními organizacemi, včetně EU, za neúměrné. S potížemi se také potýká nedokončená privatizace některých státních podniků. Nedokončeny jsou též změny v zákonodárství a zejména v soudnictví.
Přes určité problémy je vývoj a současný stav státních financí České republiky posuzován ekonomickými a finančními odborníky ve srovnání s jinými evropskými zeměmi poměrně příznivě. 24. srpna 2011 zvýšila ratingová agentura Standard & Poors (USA) hodnocení ČR z dosavadní známky A o dva stupně na AA-. V srpnu 2018 zvýšila ratingová agentura Fitch rating ČR na AA-.
V roce 2020 vykázalo hospodaření státu deficit 367,4 miliardy Kč a státní dluh činil 2,05 bilionu Kč.